# Лідія Ланч
Лідія Ланч (англ. Lydia Lunch, уроджена Лідія Енн Кох англ. Lydia Anne Koch; нар. 2 червня 1959 Рочестер, Нью-Йорк) — американська співачка, поетеса, письменниця, актриса та ораторка. Почала свою кар'єру під час авангардного нью-йоркського ноу-вейв-руху 1970-х років та прославилася у першу чергу як співачка та гітаристка Teenage Jesus and the Jerks. Практикувалася також як фотографка, актриса, письменниця та поетеса. У сфері літератури найбільш відома як авторка двох романів — «Incriminating evidence» і «Paradoxia: A Predator's Diary».
Її робота, як правило, включає провокаційну та конфронтаційну подачу шумової музики та підтримує антикомерційну етику, діючи незалежно від великих лейблів і дистриб'юторів. The Boston Phoenix назвали Ланч одною із десяти найвпливовіших виконавців 1990-х років. Її співпраця з Sonic Youth під назвою «Death Valley '69» була названа веб-журналом Kerrang! однією з «50 найзлісніших пісень усіх часів»

## Біографія

### Початок творчої кар'єри: Teenage Jesus & The Jerks таNo New York
Відомості про дитинство та юність Ланч досить мізерні та суперечливі. Згідно з напівавтобіографічним романом «Paradoxia: A Predator's Diary», в дитинстві Лідія була спокушена власним батьком. У шістнадцять років вона покинула свій дім і переїхала до Нью-Йорка . Там вона оселилася в сквоті в Нижньому Іст-Сайді, де на той час перебували багато андеграундних поетів і музикантів. Дівчину «взяли під опіку» Мартин Рев та Алан Вега з Suicide. Там вона отримала прізвисько «Ланч» за те, що часто крала сніданки для своїх друзів. Згодом воно стане її «офіційним» псевдонімом. Під впливом свого нового оточення вона зібрала власну групу, яку назвала Teenage Jesus and the Jerks . Ансамбль виконував вкрай мінімалістичну і при цьому агресивну музику, їхні пісні будувалися на найпростіших конструкціях, що тонули в різкому гітарному шумі, а концерти, як правило, тривали не довше п'ятнадцяти хвилин . Радикальність форм пояснювалася протестом проти застигаючих догм рок-музики і панк-року зокрема: при тому, що Ланч визнавала певний вплив на свою творчість CBGB-сцени (за її словами, саме творчість цих музикантів багато в чому спонукала її на втечу з дому), загалом панк здавався їй надто «традиційним», застарілим і нудним: «Ідея була в тому, щоб — як висловилися пізніше Sonic Youth — «вбити своїх кумирів». Все, що тоді впливало на мене — будь то Патті Сміт, The Stooges, лу-рідівський Berlin, — здавалося надто традиційним. У свої часи все це було чудово, але настав момент для чогось радикальнішого», — згадувала вона пізніше. «Техніку» гри Лідія освоїла самостійно, після того, як хтось із мешканців сквота віддав їй зламану гітару: «Кому взагалі цікаві акорди, всі ці стандартні послідовності, заїжджені до смерті? Я можу грати на гітарі ножем, пивною пляшкою… Скло дає найкращий звук. Я досі не знаю жодного гітарного акорду» . Деякий час у групі складався друг Ланч саксофоніст Джеймс Ченс, але незабаром вона вирішила «звільнити» його, вирішивши, що його гра була занадто емоційною, тоді як їй хотілося холоднішого і різкішого звучання. Після цього Ченс заснував власний проект, James Chance and the Contortions. Крім Лідії, залишившимися учасниками The Jerks стали басист Рек і барабанщик Бредлі Філд, які пізніше були замінені Гордоном Стівенсоном і Джимом Склавуносом, відповідно.
У 1978 році Teenage Jesus and the Jerks виступили на андеграундному рок-фестивалі в Artists Space, на якому був присутній Брайан Іно. За запрошенням Браяна вони взяли участь у записі культової збірки No New York, що зафіксувала народження авангардної нью-йоркської сцени, відомої тепер як No Wave (крім них, для альбому записалися James Chance and the Contortions, Mars та DNA Арто Линдсея). Наступного року Teenage Jesus and the Jerks розпалися.

### Сольна кар'єра
Після розпаду Teenage Jesus and the Jerks Ланч зібрала групу Beirut Slump, яка проіснувала, проте, недовго — під цим заголовком був випущений лише один сингл. Наступним, більш помітним її проектом стала група 8 Eyed Spy , що відроджувала і в той же час пародувала стандарти свомп-року. У репертуар 8 Eyed Spy входили як кавер-версії пісень Creedence Clearwater Revival, Jefferson Airplane і навіть Капітана Біфхарта, так і оригінальні композиції. Паралельно з цим Лідія продовжувала зніматися в кіно у андеграундних режисерів, таких як Скотт и Бет Би та Вивьен Дик. У 1980 році вийшов її перший сольний альбом, Queen of Siam, витриманий у більш «м'якому», порівняно з попередніми роботами, джазовому стилі. Одночасно Ланч активно співпрацює з іншими андеграундними музикантами, серед яких — No Trend, Sonic Youth, Swans, Einstürzende Neubauten, Foetus, Die Haut, Марк Алмонд та інші. На початку 1980-х років вона зближується з колом The Birthday Party і організує з Ніком Кейвом та Роландом С. Говардом «готичний» проект Honeymoon in Red . Однойменний альбом був записаний у 1982 році, але випущений лише через п'ять років. Пізніше Роланд С. Говард співпрацював з Ланч під час запису альбому Shotgun Wedding .
З середини 1980-х Ланч починає регулярно випускати записи з читанням своїх віршів (т. зв. spoken word). Іноді до неї приєднуються такі музиканти та поети, як Іксін Червенка (X), Майкл Джира, Генрі Роллінз, Х'юберт Селбі та інші. Приблизно в цей час вона засновує власний лейбл Widowspeak Productions, на якому будуть випускатися її власні альбоми, а також записи дружніх груп (саме тут, наприклад, вперше виходить ретроспектива Mars).
Наприкінці 1980-х — на початку 1990-х років Ланч, Кім Гордон та Седі Мей організують групу Harry Crews. Окрім іншого, гурт виступає з піснями «She's In A Bad Mood» Sonic Youth і «Orphans» Teenage Jesus and the Jerks. У 1990 році виходить їх єдиний альбом Naked in the Garden Hills, названий за назвою книги письменника Гарри Крюса , на честь якого і отримав своє ім'я гурт.
У 1997 році Лідія випускає подвійний альбом Matrikamantra («Мати всіх звуків»), витриманий у стилі дарк-ембіент.
У 2004 році, після перерви довжиною у шість років, у Ланч виходить альбом Smoke in the Shadows, на якому вона експериментує з хіп-хопом та нуар-джазом. У записі взяв участь Нельс Клайн з Wilco . Альбом був вітально зустрінутий критиками. Наприкінці 2000-х років вона збирає гурт Big Sexy Noise, що виконує шумовий хард-рок. Перший альбом гурту включає в себе пісню Gospel Singer, написану у співавторстві з Кім Гордон, і кавер на Kill Your Sons Лу Ріда.
У наш час Лідія Ланч виступає з супергрупою Retrovirus, до складу якої входять Альгис Кизис Кізіс (Swans, Foetus), Боб Берт (Sonic Youth, Pussy Galore), Визел Уолтер The Flying Luttenbachers).

### Інша діяльність
Кіно
Ланч знялася у двох фільмах режисерів Скотта Бі та Бет Бі. У «Чорній скриньці» вона зіграла домінатрикс, а у «Вихрі» вона зіграла приватного детектива на ім'я Енджел Пауерс. Протягом цього часу вона також знялася в ряді фільмів Вів'єн Дік, включно з «У неї була зброя напоготові» (1978) і «Красуня стає звіром» (1979), де грала разом з Пет Плейс. У 2011 році «Ланч» з'явився у фільмі «Мутанти: панк, порно, фемінізм» режисерки Віржині Деспент, в якому також знімаися Енні Спринкл і Кетрін Брейлат. Вона також була сценаристом, режисером і знімалася в андеграундних фільмах, іноді співпрацюючи з андеграундним режисером Ніком Зеддом і фотографом Річардом Керном.
Література
У 1997 році Lunch випустила Paradoxia, вільну автобіографію, в якій вона задокументувала своє молоде життя, сексуальну історію, досвід зловживання психоактивними речовинами та проблеми з психічним здоров'ям. Time Out New York дав йому схвалюючий відгук, тоді як Bookslut неоднозначно зробив висновок: «Читач має визначити, чи дослідження Ланч йде глибше, чи натомість це своєрідний літературний і філософський примус до повторення, відплата найбільших хітів від чоловіків-нігілістів, авантюристів і хроніків девіантності.» PopMatters назвав це «жорстоким, але нудним і передбачуваним цирком, щодо якого Ланч не виявляє жодних емоцій. Лише втома, схоже, змусила її зупинитися».
Крім того, Ланч є автором як традиційних книг, так і коміксів разом із художником графічних романів Тедом МакКівером.
Фотографія
Як фотограф-аматор у 2014 році Ланч зняла серію фотографій з художницею Дарлою Тігарден з Остіна, штат Техас.

## Дискографія

### Сольні альбоми
- Queen of Siam (1979)
- 13.13[en] (1981)
- Drunk on the Pope's Blood/The Agony Is the Ecstacy[en] (12" EP, b-сторона: Birthday Party, 1982)
- Hysterie (збірка записів 1976—1986 років, 1986)
- Twisted (1992)
- Matrikamantra[en] (1997)
- Widowspeak: The Original Soundtrack (подвійна збірка, 1998)
- Smoke in the Shadows[en] (2004)
- Amnesia (2009)
- Retrovirus (2013)
- Marchesa (2018)

### Teenage Jesus and the Jerks
- No New York (збірка Брайана Іно, 1978)
- Pink (EP, 1979)
- Teenage Jesus and the Jerks (1979)
- Everything (1995)
- Shut Up and Bleed (2008)

### 8-Eyed Spy
- 8-Eyed Spy (1981); перевиданий як Luncheone (CD, 1995)
- Live (аудіокасета, 1981)

### Big Sexy Noise
- Big Sexy Noise (2009)
- Trust the Witch (2011)

### Спільні роботи
- «Some Velvet Morning», спільно з Роландом С. Говардом (12» EP, 1982)
- «Thirsty Animal», спільно з Einstürzende Neubauten (1982)
- «In Limbo», спільно з Терстоном Муром із Sonic Youth (1984)
- «Death Valley '69», спільно з Sonic Youth (1984)
- Heart Of Darkness[en] , спільно з No Trend (EP, 1985)
- A Dozen Dead Roses, спільно з No Trend (LP, 1985)
- The Drowning of Lucy Hamilton[en] , спільно з Люсі Хамілтон (вона ж China Berg з MARS) (LP, 1985)
- «The Crumb», спільно з Терстоном Муром (1987)
- Honeymoon In Red[en] , спільно з The Birthday Party (LP, 1987)
- Stinkfist, спільно з Джимом Терлвеллом (він же Clint Ruin) (EP, 1987)
- «Don't Fear the Reaper», спільно з Джимом Терлвеллом (він же Clint Ruin) (1991)
- Shotgun Wedding[en] , спільно з Роландом С. Говардом (LP, 1991)
- «A Girl Doesn't Get Killed by a Make Believe Lover …» cuz its Hot! «, Разом з My Life with the Thrill Kill Kult (1991)
- Transmutation + Shotgun Wedding Live in Siberia, спільно з Роландом С. Говардом (1994)
- Rude Hieroglyphics, спільно з Іксен Червенка (1995)
- The Desperate Ones, спільно з Glyn Styler (1997)
- York (First Exit to Brooklyn)[en] , спільно з Джимом Терлвеллом і The Foetus Symphony Orchestra[en] (1997)
- Omar Rodríguez-López & Lydia Lunch, спільно з Омаром Родрігесом-Лопесом (EP, 2007)
- „In Comfort“, спільно з Філіпом Петі (фр. Philippe Petit) (2011)
- Twin Horses, спільно з Cypress Grove / Spiritual Front (LP, 2015)

### Гостьова участь
Die Haut
- Der Karibische Western (12» EP, 1982)
- Head On (1992)
- Sweat (1992)

James White and the Blacks
- Off White[en] (1979), під псевдонімом «Стелла Ріко» (Stella Rico)

## Фільмографія
- The Right Side of My Brain («Права половина мого мозку») (1985)